# Gymnastes bistriatipennis
Gymnastes bistriatipennis är en tvåvingeart som beskrevs av Enrico Adelelmo Brunetti 1918. Gymnastes bistriatipennis ingår i släktet Gymnastes och familjen småharkrankar. Inga underarter finns listade i Catalogue of Life.